# Alexis Bay
Die Alexis Bay ist eine langgestreckte Bucht an der Ostküste Labradors in der kanadischen Provinz Neufundland und Labrador. 
Die Bucht befindet sich im Südosten der Labrador-Halbinsel. Das Hamilton Inlet und Lake Melville befinden sich weiter nördlich. Die schmale Bucht weist in WNW-OSO-Richtung eine Länge von 35 km auf. Die maximale Breite beträgt 2,4 km. Der Alexis River mündet in das Kopfende der Bucht. Etwa 8 km vom Kopfende entfernt befindet sich die Ortschaft Port Hope Simpson am Südufer der Bucht. Der Trans-Labrador Highway (Route 510) überquert westlich von Port Hope Simpson die Bucht. Die Schifffahrtsroute nach Port Hope Simpson führt durch die Bucht.